# Frente de Liberación de Andalucía

Adhesiu del FLA, 1978

Frente de Liberación de Andalucía (FLA) fou un partit polític independentista andalús format el juliol de 1978 pel documentalista cordovès i antic militant del PCE Antonio Medina Molera (després es convertiria a l'islam i canviaria el nom pel d'Abderramán), de la unió de diverses faccions escindides de moviments d'esquerra, nacionalistes i activistes llibertaris, com el Partido Socialista Unificado de Andalucía (PSUA) i la Izquierda Nacionalista de Andalucía (INA). A Catalunya va mantenir bones relacions amb el PSAN i fins i tot va donar suport al Bloc d'Esquerra d'Alliberament Nacional (BEAN), del que en formava part el PSAN, a les eleccions al Parlament de Catalunya de 1980.
El Front va desaparèixer el 1980 i la majoria dels seus militants fundaren la Yama'a Islámica de Al-Andalus, que en l'àmbit polític promouria el partit Liberación Andaluza, que no sols reivindica la independència d'Andalusia sinó també el llegat islàmic d'Al-Andalús.